# Липарит III Дадиани
Липарит III Дадиани (груз. ლიპარიტ III დადიანი; ? — ок. 1658) — владетельный князь (мтавар) Мегрелии в 1657—1658 годах из династии Дадиани.

## Биография
Кратковременное правление Липарита III Дадиани проходило на фоне возобновившейся анархии в западно-грузинских княжествах. Отец Липарита III был ослеплен своими политическими противниками. Власть над княжеством Липарит III унаследовал от дяди, Левана II Дадиани, который пережил своих сыновей.
Однако, права Липарита на престол оспорил его дальний родственник, Вамех Дадиани. Вамех заручился поддержкой царя Имеретии Александра III, пообещав уступить ему ряд пограничных территорий, большую часть мегрельской казны и аманатов из числа сыновей знатнейших дворян Мегрелии. Со своей стороны, Липарит обратился за поддержкой к Ростому, царю Картли и турецкому паше (здесь — наместнику), возглавлявшему Ахалцихский пашалык.
Обе стороны готовились к военным действиям, которые не замедлили начаться. В решающей битве при Бандзе в июне 1658 года Липарит, его сводный брат и союзник Кайхосро I Гуриели, мтавар Гурии, а также прибывший поддержать их отряд из Картли потерпели решительное поражение от Вамеха и Александра Имеретинского. Вамех занял Мегрельский престол, Имеретия усилилась за счёт земель и денежных средств, полученных от Мегрелии. Ростом, царь Картли был вынужден заплатить богатый выкуп за взятых в битве в плен картлийских дворян. Липарит же бежал в Константинополь, где вскоре умер (вероятно был отравлен).